# Ааронський Федір Іванович
Фе́дір Іва́нович Ааро́нський (близько 1742, Хитці Синецькі — 24 серпня 1825, Київ) — український живописець, фініфтяр, іконописець. У чернецтві (від 1802 року) — Феодосій.

## Життєпис
Народився близько 1742 в селі Хитцях Синецьких (нині село Хитці, Миргородського району, Полтавської області, Україна).
Навчався в Лаврській іконописній майстерні (у Захарія Голубовського), де працював до 1825 року (очолював її 10 років). Виконував замовлення Києво-Печерської лаври, інших монастирів, церков, а також приватних осіб. Помер у Києві 24 серпня 1825 року.

## Твори
- Портрети Катерини І, Дмитра Ростовського, Олександра Невського.
- Ікони «Успіння Богородиці», «Ангели-хранителі», «Христос у терновому вінці».
- Фініфтеві роботи:
  - середник для Євангелія церкви Миколи Доброго (Київ; зберігається в Скарбниці Національного музею історії України);
  - 8 прикрас до митри роботи Ф. Сорокіна (1789);
  - 4 медальйони до ікони (1800);
  - прикраси малого напрестольного Євангелія (оправа Самійла Ростовського) та Апостола і Євангелія (оправа Самсона Стрельбицького; всі — 1801). Останні два видання Лавра подарувала цариці Єлизаветі Олексіївні та цареві Олександру I.

Після смерті Ааронського залишилося 70 незакінчених живописних і 83 фініфтеві роботи.